# 맹렬 우주해적
《맹렬 우주해적》(Bodacious Space Pirates)는 2012년 1월 8일부터 2012년 7월 1일까지 총 26회로 방송된 애니메이션이다. 원작은 사사모토 유이치가 아사히 노벨에서 연재중인『미니스커트 우주해적(ミニスカ宇宙海賊)』이란 제목의 라이트 노벨로 삽화는 삽화는 마츠모토 노리유키가 담당하고 있다. 2013년 1월 기준으로 일본은 9권 - 한국에선 D&C미디어(L노벨)으 통하여 6권까지 발매된 상태.

## 줄거리
이작품의 주인공 『카토 마리카』는 하쿠오 여학원에 다니는 생기발랄한 여고생으로 우주요트부에서의 클럽활동과 메이드 카페 램프관에서의 아르바이트로 바쁜나날을 보내고 있었다. 그러던 어느 날 마리카는 한쌍의 우주해적들에게 죽은 아버지인 '카토 곤자에몬'의 뒤를 이어 우주해적선 벤텐마루의 선장으로 취임해달라는 요청을 받는다. 1세기 전, 독립전쟁의 대혼란속에 발행된 사략선 면허규정에 따르면 선장이 죽은 해적선이 계속 면허를 유지하기 위해서는 죽은 선장의 직계 혈통이 선장 자리를 세습해야 한다고 하는데......

## 등장인물

### 하쿠오 여학원(白凰 女学院)
- 카토 마리카(加藤 茉莉香) / (성우 : 코마츠 미카코)

이작품의 주인공. 고래자리 타우성계 제 3행성 해명성(海明星)에 살고있는 여고생으로 문무를 겸비한 인물이다. 본래 천재는 아니지만 상당한 노력을 기울여 모든것을 척척 이루어내는 노력파. 학교에선 우주요트부에 소속되어 있으며 방과후엔 메이트 카페인 『램프관』에서 웨이트리스 아르바이트를 병행중. 어느날 찾아온 의문의 인물들인 '케인'과 '미사'로부터 자신의 아버지이자 해적선 선장인 곤자에몬의 뒤를 이어 새로운 벤텐마루의 리더를 맡아달라는 부탁을 받는다. 그녀는 이부탁을 선뜻 수락하지 못하여 주저하지만 우주요트부의 연습용 우주선인 『오데트 2세』가 해적선과 관련된 사건을 겪고난 이후 벤텐마루의 선장이 되기로 결심한다.
처음엔 해적선장으로서 능숙하지 못하여 꽤나 고생하지만 점점 익숙해지면서 금방 인정받게 된다. 특히 자신과 상대의 조건을 분석하여 현재우선순위를 파악 - 가장 합리적인 선택을 이끌어내는 스타일로 일을 척척 해결해 나간다.
- 엔도 마미(遠藤 マミ) / (성우 : 오미가와 치아키)

마리카의 친구이자 같은반 동급생이며 메이드 카페 램프관에서 같이 일하는 동료사이. 해적선장과 학교생활을 병행하며 힘들어하는 마리카에게 여러 가지로 큰힘이 되어주는 조력자 포지션. 원작 3권에선 독감에 걸려서 해적일을 못하게 된 벤텐마루의 크루들을 대신하여 해적일에 뛰어든 우주요트부 부원들을 위하여 여러 가지 코스프레 의상을 만들어 준적도 있다. 또한 치아키가 램프관의 쵸코 파르페에 환장하다록 만들기도 하였다.
- 치아키 쿠리하라(チアキ クリハラ) / (성우 : 하나자와 카나)

마리카의 고향인 해명성의 이웃별인 해삼성(海森星)에 위치한 하쿠오 여학원 분교에 소속된 여고생. 마리카가 벤텐마루의 선장 후보가 되자 갑자기 마리카의 반에 전학오면서 첫등장. 긴 흑발의 안경소녀로 그 시대에는 희귀해진 정통 일본인의 후손이라고 한다. 사실 그녀의 정체는 벤텐마루와 어깨를 견주는 우주해적 '바르바로사'의 선장인 '켄조 쿠리하라'의 딸로 해적으로서의 상식이 부족한 마리카를 여러 가지로 도와준다. 이후부턴 마리카의 절친 포지션으로 정착. 작중에선 램프관의 특제 초코 파르페에 끌려 단골이 되어버린 모양.
- 제니 두리틀(ジェニー ドリトル) / (성우 : 사토 리나)

하쿠오 여학원 3학년으로 1~2권에선 우주요트부의 부장으로 첫출연. 성적은 항상 최상위를 유지하는 천재로 은하계에서 알아주는 거대 성간 운송기업 『휴&두리틀』사장의 친딸이라 집안배경도 빵빵하다. 관록있는 선배답게 우주요트부 부원들을 통솔하는 모습을 보이는데 원작 1권의 '오데트 2세 사건'에서 마리카에게 우주에서의 전략과 전술, 책임감에 대하여 일깨워 준다. 원작 3권에선 졸업하여 우주대학에 장학생으로 입할할 계획이였지만, 유력정치가문과의 정략결혼하라는 집안어른들의 결정에 의하여 꿈을 펼치지 못할 위기에 놓였다. 그러나 당돌한 그녀답게 웨딩 드레스를 입은 채 최신예 전자정찰기인 사일런트 위스퍼를 타고 벤텐마루에 탑승 - 자신의 보호와 더불어 정랼결혼을 무효화 시켜줄것을 마리카에게 의뢰하게 된다. 제니는 마리카와 임시 벤텐마루 크루(하쿠오 여학원 우주요트부 부원들)의 도움으로 정략결혼을 깨버리고 무사히 우주대학에 무사 진학한다. 작중에선 후배인 린 랑브레타와 성별을 넘낟는 연예관계를 형성중인것으로 보인다.
- 린 랑브레타(リン ランブレッタ) / (성우 : 히카사 요코)

하쿠오 여학원 2학년으로 1~2권에선 우주요트부의 부부장으로 첫출연. 부장인 제니가 졸업한 이후에 부장자리를 이어 받았다. 그녀는 천재적인 해커로 원작 1권과 3권에선 우주선의 메인 컴퓨터 조작이나 전자전등을 담당하여 대활약한다. 또한 애니판 오리지널 애피소드인 네뷸라컵편에선 12회 대회때 선배들의 부탁으로 대회코스를 해킹&변경하여 악랄하게 바꾼 주범으로 드러난다. (린 본인은 선배들의 부추김에 그냥 해킹해준것.) 원적 3권에선 선배인 제니 두리틀과 성별을 넘낟는 연예관계를 형성중인것으로 보인다.
- 하라다 마키(原田 真希) / (성우 : 아카사키 치나츠)

하쿠오 여학원 우주요트부 소속. 마리카의 동급생으로 '하라마키'라고 불린다. 상당한 사고뭉치.
- 사샤 스테이플(サーシャ ステイプル) / (성우 : 타카모리 나츠미)

하쿠오 여학원 우주요트부 소속. 사자 갈기같은 노란색 머리카락이 특징인 여고생으로 마리카의 동급생.
- 아이 호시미야(アイ ホシミヤ) / (성우 : 카야노 아이)

원작 3권에서 우주요트부에 입부한 1학년 신입생. 강아지 귀모양처럼 생긴 하얀 모자가 특징. 뛰어난 조종술을 지닌 소녀로 3권에선 벤텐마루의 조타석을 맡아 대활약한다. 그녀의 실력은 케인도 인정할 수준. 원작에서의 비중은 낮지만 애니판에선 우주요트부 부원들중 유일하게 실제 요트를 다뤄본 경험이 있는 것으로 드러났다. 또한 애니 오리지널 에피소드인 네뷸라컵편에선 학교대표 3인방중 하나로 출전했다.
- 야요이 요시토미(ヤヨイ ヨシトミ) / (성우 : 난죠 요시노)

원작 3권에서 우주요트부에 입부한 1학년 신입생. 기계류를 다루는데 뛰어난 감각을 지닌 천재로 3권에서 벤텐마루의 어긋난 핵융합로와 그 추진 문제를 해결하면서 활약한다.
- 나탈리아 그렌노스(ナタリア グレンノース) / (성우 : 이세 마리야)

원작 3권에서 우주요트부에 입부한 1학년 신입생. 빨간 머리카락의 평범한 체형을 가진 소녀로 운동 능력이 뛰어나다. 애니 오리지널 에피소드인 네뷸라컵편에선 학교대표 3인방중 하나로 출전했다.
- 그류엘 세레니티(Gruier Serenity) / (성우 : 토마츠 하루카)

원작 2권에 첫등장한 의문의 소녀로 성간국가 세레니티 연합국을 이끄는 세레니티 왕가의 7대 공주이다. 첫 등장시 나이는 12세. 마리카의 아버지인 곤자에몬과는 구면으로 벤텐마루에 밀항하여 의문의 '왕금 유령선'을 찾아달라는 의뢰를 한다. 이와 더불어 마리카가 다니는 하쿠오 여학원 중등부에 단기유학이라는 명목으로 입학 & 우주요트부에 들어가 학교의 유명인으로 급부상한다. 어린나이와는 걸맞지 않게 어른스러움과 동시에 천재적인 두뇌를 지녔는데 외교교섭, 상황파악, 수학, 학습능력, 수싸움등에선 작중 탑클래스. 마리카와 찰떡궁합이라 금방 절친이 된다.
황금 유령선 사건 해결후에도 하쿠오 여학원에 다니며 마리카와 계속해서 엮이는데, 원작 3권에서 마리카를 제외한 벤텐마루 크루들이 감기로 해적일을 못하게 되어 우주요트부 부원들이 대타를 자처할때도 참여하여 활약 - 이후에도 마리카의 조력자 포지션으로 꾸준히 등장한다.
- 그륜힐데 세레니티 / (성우 : 카네모토 히사코)

성간국가 세레니티 연합국을 이끄는 세레니티 왕가의 8대 공주 & 그류엘의 친동생. 첫 등장은 원작 2권 황금 유령선 사건편. 원작에선 2권 이후의 출연이 없지만, 애니판에선 유령선 사건이 끝나고 언니와 같이 하쿠오 학원에 유학와 우주요트부의 일원으로 정착한다. 언니인 그류엘을 도와 나름대로 준수한 활약을 보이며 애니판 오리지지널 에피소드인 네뷸라컵편에선 학교 대표 3인방중 1명으로 출전하여 준우승을 거머쥔다.

### 벤텐마루 크루
- 미사 그랜드우드(ミーサ グランドウッド) / (성우 : 이토 시즈카)

벤텐마루 해적단의 선의를 맡고있는 미모의 여성. 마리카의 어머니인 리리카가 현역 해적으로 활약했던 시절부터 벤텐마루 소속이였던 베테랑이다. 별명은 "피투성이 닥터"인데 선의인데 불구하고 전투능력이 상당한것 때문.
- 케인 맥두갈(Kane McDurgal) / (성우 : 마츠카제 마사야)

벤텐마루 해적단의 조타수. 준수한 외모를 지닌 미남으로 하쿠오 여학원에는 고등부 교사및 우주요트부 고문으로 잠입하여 마리카를 경호했었다.
- 햐쿠메(百眼) / (성우 : 후지와라 케이지)

벤텐마루 해적단에서 레이더겸 선내 센서 담당을 맡고있다. 털털한 옷차람과 헤어스타일이 특징.
- 클리에(クーリエ) / (성우 : 호리에 유이)

벤텐마루 해적단의 통신겸 전자전 담당. 천재적인 해커로 유명하며 츄리닝에 묶은 머리, 동그라미 안경 등 전형적인 방구석 페인의 모습이 특징. 사실 엄청난 미인이지만 본인은 털털한 모습이 좋다고 말하며 웬만하면 본모습을 드러내는걸 꺼린다.
- 슈니처(シュニッツァー) / (성우 : 미야케 켄타)

벤텐마루 해적단의 전투 지휘 담당. 온몸을 기계적으로 개조한 전투 사이보그로 무기를 다루거나 힘을 쓰는데는 일가견이 있다. 험악한 인상을 지녔으나 사실을 남을 배려해주는 착한 성격을 지녔다.
- 루카(ルカ) / (성우 : 미즈하라 카오루)

벤텐마루 해적단의 항법장치 담당. 검은색 집시의상에 오른쪽눈에 착용한안대가 특징. 타인에겐 무관심한 모습을 보이지만 나쁜성격은 아니다.
- 3대(三代目) / (성우 : 마츠오카 요시츠구)

벤텐마루 해적단의 기관사. 유쾌한 청년으로 작업복 차림. 이미 폐기되어도 이상하지 않을 벤텐마루의 엔진이나 각종 구동계를 잘손질하여 지금까지 유지되도록 만들어낸 장본인.

### 기타 등장인물
- 카토 리리카(加藤 梨理香) / (성우 : 카이다 유코)

마리카의 어머니. 왕년엔 해적 '캡틴 리리카'로 명성을 날렸던 대해적이다. 지금은 은퇴하여 해명성 공항의 관제관으로 일하고 있다. 마리카 못지않게 활기찬 여성으로 마리카는 엄마가 아닌 "리리카씨"라고 존칭을 붙여서 부른다. 그녀를 잘하는 사람들은 현역에서 물러나도 압도적인 존재감을 드러내는 대단한 사람으로 평가중. 원작 5권에서 하쿠오 여학원 우주요트부 부원들과 린, 그류엘과 함께 오데트 2세의 임시 선장이 되면서 대활약한다. 애니판 25화에선 갑작스럽게 해적으로 컴백하여 의문의 은하해적인 철수염과 손을 잡는다. (참고로 애니판은 원작의 설정에 신경쓰지 말고 자유롭게 해달라는 원작자의 조언에 따라 만들어진터라 리리카가 철수염과 손잡은건 애니판 오리지널 설정.)
- 카토지로 곤자에몬(ゴンザエモン加藤芳郎) / (성우 : 코야마 리키야)

벤텐마루의 전대 선장으로 마리카의 아버지이자 리리카의 남편. 작중엔 이미 고인. 해적으로선 유능했지만 사적으론 유쾌하면서도 모자란 구석을 보이던 재미있는 인물이였다고 벤텐마루 크루들이 증언한다. 원작과 다르게 애니판에선 생존하였다고 묘사되는데 은하제국 소속의 해적인 철수염이 바로 곤자에몬이라고 한다. (참고로 애니판은 원작의 설정에 신경쓰지 말고 자유롭게 해달라는 원작자의 조언에 따라 만들어진터라 철수염 관련설정은 애니판 오리지널 설정.)
- 쇼우(ショウ) / (성우 : 야스모토 히로키)

은하계의 거대 보험회사인 해럴드 로이드 보험 조합의 직원으로 벤텐마루등의 우주해적들에게 여러 가지 일거리를 맡기는게 주업무. 흑인으로 아프로 헤어가 특징. 마리카의 활약상을 눈여겨 보고있는 팬이다.
- 켄조 쿠리하라(ケンジョー クリハラ) / (성우 : 마츠모토 야스노리)

우주해적 바르바로사의 선장으로 치아키의 아버지. 거무잡잡한 피부에 덥수룩한 수염이 특징으로 어엿한 우주해적으로서 성장해가는 마리카에게 여러 가지 도움을 주는 인심좋은 아저씨. 딸인 치아키를 너무나 아끼는터라 가끔 그녀를 곤란하게 만들기도 한다.
- 주나이 쿠르프 / (성우 : 타쿠미 야스아키)

3권에 등장하는 단역으로 제니 두리틀의 정략결혼 상대. 우주에서 이름높은 정치가문인 쿠르프 家의 장남. 정랼결혼이 싫었던 제니에 의하여 결혼을 깨버리기 위하여 우주요트부 부원들에게 이용당하는데, 사적으로 꽤나 막장인 것으로 드러났다. 원작에선 자신의 자가용 우주선에서 19금 난교파티를 벌이는 것을 우주요트부 부원들에게 들통나 전국적인 망신을 당함. 애니판에선 난교파티란 내용을 적용하기 어려웠는지 "혁명놀이"에 빠진것으로 변경되었다.